# Мирза Фехимовић
Мирза Фехимовић (Сарајево, ФНРЈ, 1955) је савремени писац и песник из Босне и Херцеговине.
Рођен је 1955. године у Сарајеву где је завршио Филозофски факултет. Као стипендиста боравио је у Индији две године.

## Књиге и дела
- , (Књига песама), 1985. г.
- Шта ми је рекао Франц, (Књига песама)
- Зец и пантаруо, приче, 2005. г.
- Ћеиф, драма

## Награде и признања
- Драма Ћеиф у режији Егона Савина у извођењу Београдског драмског позоришта добила је више награда у току 2008. г. (Стеријино позорје, „Јоаким Интерфест“ ...)